# نادي ميزوكوفيشدي
نادي ميزوكوفيشدي هو نادي كرة قدم مجري يلعب في البطولة الوطنية المجرية،تأسس النادي في 1975.